# Malpractice (album de Dr. Feelgood)
Pour les articles homonymes, voir Malpractice.
Albums de Dr. Feelgood
Down by the Jetty
(1975) Stupidity
(1976)
Singles
1. Back in the Night
Sortie : juillet 1975

Malpractice est le deuxième album du groupe britannique de pub rock Dr Feelgood sorti en octobre 1975.
Coproduit par le groupe et Vic Maile il est, comme son prédécesseur, constitué de reprises que Dr Feelgood a l'habitude de jouer sur scène et de chansons originales écrites et composées par Wilko Johnson. Le titre Going Back Home est composé avec Mick Green.
À la différence de Down by the Jetty, Malpractice entre dans le classement des ventes au Royaume-Uni et atteint la 17e place.

## Liste des titres
| 1. | I Can Tell                | - Ellas McDaniel - Samuel F. Smith | 2:46 |
| 2. | Going Back Home           | - Mick Green - Wilko Johnson       | 4:00 |
| 3. | Back in the Night         | Johnson                            | 3:18 |
| 4. | Another Man               | Johnson                            | 2:55 |
| 5. | Rolling and Tumbling      | McKinley Morganfield               | 3:12 |
| 6. | Don't Let Your Daddy Know | Johnson                            | 2:57 |

| 7.  | Watch Your Step                                               | Bobby Parker                           | 3:23 |
| 8.  | Don't You Just Know It                                        | - Huey "Piano" Smith - Johnny Vincent  | 3:49 |
| 9.  | Riot in Cell Block No. 9                                      | Jerry Leiber et Mike Stoller           | 3:40 |
| 10. | Because You're Mine                                           | - Johnson - Nick Lowe - John B. Sparks | 4:54 |
| 11. | You Shouldn't Call the Doctor (If You Can't Afford the Bills) | Johnson                                | 2:36 |

## Composition du groupe
- Lee Brilleaux : chant, harmonica, guitare
- Wilko Johnson : guitare, chant
- John B. Sparks : basse
- The Big Figure : batterie

Musicien additionnel
- Bob Andrews : piano sur les titres 8 et 11

## Classement hebdomadaire
| Classement (1975)             | Meilleure place |
| ----------------------------- | --------------- |
| Royaume-Uni (UK Albums Chart) | 17              |

## Certification
| Pays        | Certifications |
| ----------- | -------------- |
| Royaume-Uni | Argent         |